# Iglesia de Santa María del Castillo (Cervera de Pisuerga)
La iglesia de Santa María del Castillo, también conocida como de Nuestra Señora de la Asunción, es un templo de culto católico situado en la localidad palentina de Cervera de Pisuerga, en España. Es un edificio de estilo gótico florido, construido en su mayor parte durante los siglos XV y XVI. El nombre de la advocación referida al «castillo» es una referencia a la antigua fortaleza existente en ese lugar.
Fue declarada Bien de Interés Cultural en 1978.
En 1981 se le concedió a la comunidad parroquial de la villa la Medalla de bronce al Mérito en las Bellas Artes por su cooperación en la restauración del edificio.

## Descripción
La iglesia, que se yergue sobre una roca que domina la villa, fue construida en cuatro épocas. La parte más antigua es la capilla de  Santa Ana y la capilla mayor, construidas en sillería a finales del siglo XV y principios del siguiente, y la más moderna, la zona occidental de la nave junto a la portada, que se terminó en el año 1593, en aparejo de cantería. Prima en la construcción el estilo gótico florido. El edificio se estructura en una gran nave con dos capillas laterales a modo de crucero, cabecera poligonal y coro a los pies. Las bóvedas son de crucería. A uno de los lados de la cabecera se yergue una sencilla torre de sección cuadrada y troneras de medio punto.
La portada se sitúa en la parte sur de la nave, hacia los pies del templo. Es un sencillo arco de medio punto, de diseño renacentista. Fue una de las últimas partes de la construcción en ser concluidas.
La nave central y crucero, edificados en buena piedra de sillería, se cubren con bóvedas estrelladas y rosetones de piedra en la clave con verdaderas filigranas. Las bóvedas de la nave central corresponden a tres épocas: la parte de los pies es de 1593; el crucero de 1550 y la capilla mayor, de 1500.

### Capilla mayor
La capilla mayor se sitúa en la cabecera, que presenta ábside de planta hexagonal y bóveda con abundantes nervaduras. En la entrada de la misma y en el arranque del arco toral están los escudos de los Velasco y los Cueva, señores de la villa en aquella época. 
El retablo es obra del maestro cerverano Juan Gil del Barrio Palacio, fechada en el año 1607. Es una destacada obra  renacentista en madera tallada, dorada y policromada, con bajorrelieves que representan diversos episodios de la vida de la Virgen María, a quien está dedicado el templo. Remata el retablo un Calvario y dos escenas del Pecado original. Son de distinta mano y época. 
En el banco, los cuatro evangelistas con sus respectivos símbolos y varios profetas, todos en bajorrelieve. 
El trasparente y trono de la Virgen y el tabernáculo son de mediados del siglo XVIII. En el centro del retablo se encuentra la imagen de la Virgen del Castillo, talla de madera policromada, gótica, del siglo XIV, de escuela castellana.

### Sacristía y capilla de san Pedro
La sacristía se construyó en el siglo XX con piedra de sillería traída de la antigua parroquia de Santa Cecilia, ubicada en las laderas de Peña Barrio. Se conserva una cajonería de nogal con adornos arabescos del siglo XVI y un Cristo de Alejo de Vahía. 
La capilla del Rosario o de san Pedro, a la derecha de la nave, cuenta con un retablo Rococó, siglo XVIII, de madera sin policromar, con esculturas de San Roque y San Pedro en cátedra, de época anterior al propio retablo.
En la hornacina cruciforme del remate estaba el llamado Cristo de las Batallas; hoy la ocupa una imagen de san Antonio de Padua. Son destacables también dos arcosolios, uno de Juan Gómez de Cossío, que ocupa la antigua entrada principal de la iglesia, y otro de su primo García Gómez de Cossío. Este Capitán de milicias envió desde Las Charcas, Perú, diócesis de Sucre, importantes sumas de dinero para la construcción de esta capilla. Por este motivo se le dio la propiedad y patronato de ella, no sin fuertes protestas de otros miembros de la nobleza. Otras lápidas sepulcrales, con escudos de diversas familias señoriales, como los Salazar o los Carranza, se reparten por la capilla.

### Capilla de Santa Ana

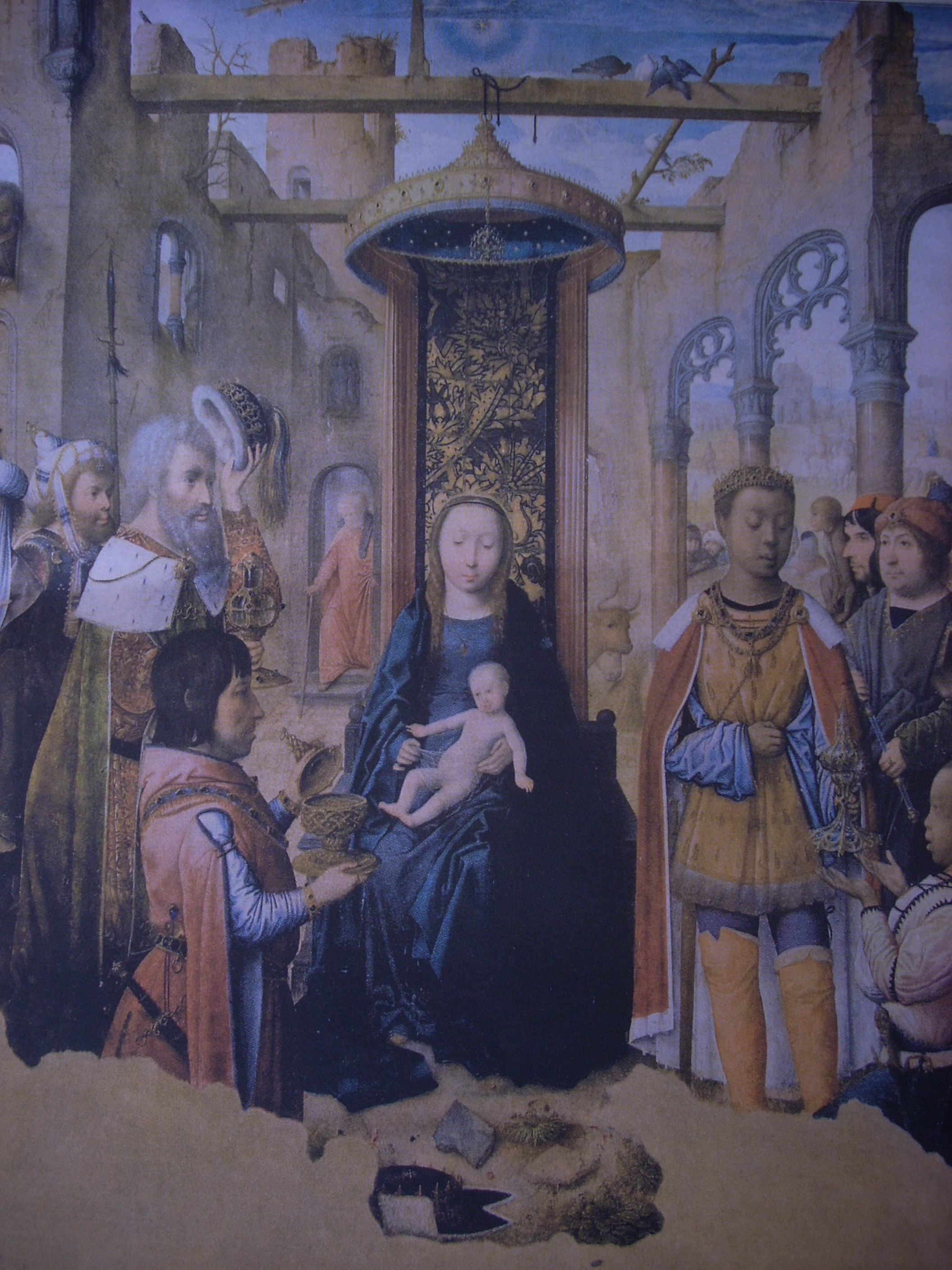
La adoración de los Magos, por Juan de Flandes.

Es la capilla de mayor valor artístico de la iglesia. Fue fundada por los Gutiérrez Pérez de Mier alrededor de 1470-1480. La arquitectura presenta un estilo gótico más primitivo que el resto del templo, y su altura es menor que la de la nave principal. 
El retablo que la preside es una obra excepcional de Felipe Vigarny y León Picardo, de estilo hispano-flamenco, en madera de nogal. En el centro del banco se sitúa la tabla de la Adoración de los Reyes datada en 1495 que es obra maestra de Juan de Flandes, pintor de cámara de los Reyes Católicos. A su derecha, en bajorrelieve, aparecen Isabel de Orense y sus hijas Francisca y Mencía, presentadas por san Andrés. A la izquierda, Gutierre Pérez de Mier con sus hijos Bernardino y Francisco, presentados por santa Elena. El cuerpo del retablo cobija, bajo doseletes de delicadas labores de tracería, imágenes de san Francisco, san Juan Bautista, y, en el centro, el grupo de santa Ana con la Virgen y el Niño. Rematando el arco conopial se halla la Quinta Angustia, talla renacentista en piedra policromada con influjos de Simón de Colonia. A sus lados, también en piedra policromada, los escudos de las familias Velasco y Mendoza-Figueroa, con la inscripción latina: "Omnia pratereunt, prater amare Deum" ("Todas las cosas pasan, excepto amar a Dios").
En el centro de la capilla están los sepulcros de los fundadores, Gutierre Pérez de Mier y su primera esposa Isabel de Orense.
El tesoro ha quedado reducido a una custodia del siglo XVIII y un cáliz del siglo XVI.
También existe una rica colección de pergaminos y documentos relacionados con la familia Gutiérrez de Mier y otras familias importantes de Cervera, testamentos, herencias, genealogías y otros datos que reflejan su influencia en la villa y sus contornos.

### Patrimonio mueble
Al margen de lo descrito, otras obras de arte decoran diversas partes del templo. El púlpito, a la entrada de la capilla mayor, es una hermosa pieza de estilo gótico, en piedra, con finas labores de talla y los blasones labrados de los Gómez-Inguanzo y los Cossío-Vélez. 
Una de las imágenes más veneradas por los cerveranos, y a la vez de las más antiguas de cuantas guarda la iglesia, es el Cristo de las Batallas, talla en madera del siglo XIII, policromada en el siglo XVI. Llama la atención el hieratismo y monumentalidad en la concepción de la figura, herencia del estilo románico.
En el coro, situado en alto a los pies del templo, se exhiben en una vitrina varios objetos como sacras enmarcadas, candeleros, cruces... de diversa datación y estilos.